# Hebeloma theobrominum
Hebeloma theobrominum là một loài nấm ở Hymenogastraceae.